# Eolagurus
Eolagurus är ett släkte av däggdjur. Eolagurus ingår i familjen hamsterartade gnagare.

## Beskrivning
Dessa sorkar förekommer i centrala Asien i Kazakstan, norra Kina och Mongoliet. De vistas där på torra stäpper.
Arterna når en kroppslängd (huvud och bål) av 10,5 till 22 cm och en svanslängd av 1 till 2 cm. De har en sandfärgad päls på ryggen och en gul- till vitaktig päls på buken. Ibland har håren på ovansidan en svart spets. Eolagurus-arterna skiljer sig dessutom i detaljer av skallens och tändernas konstruktion från närbesläktade sorkar som grålämmeln (Lagurus lagurus).
Individerna är aktiva på dagen och gräver underjordiska bon. De äter frön, rötter och andra växtdelar. Honor kan ha tre kullar per år och en kull har 4 till 10 ungar. Ungarna är redan tre till fyra veckor efter födelsen könsmogna.
Släktet hade under tidig holocen en utbredning som sträckte sig fram till Rumänien. IUCN listar båda arter som livskraftig (LC).

## Taxonomi
Arter enligt Catalogue of Life och Wilson & Reeder (2005):
- Eolagurus luteus
- Eolagurus przewalskii